# Филатов, Иван Николаевич
Иван Николаевич Филатов (1911—1993) — советский хозяйственный, государственный и политический деятель

## Краткая биография
Родился в 1911 году в Москве. Член ВКП(б) с 1940 года.
В 1931-1942 гг (с перерывом на службу в РККА) работал на автозаводе имени В. М. Молотова (Нижний Новгород - Горький), сначала технологом, с 1935 г. — конструктором, затем начальником Конструкторского бюро. В 1940 г. окончил Горьковский индустриальный институт имени А. А. Жданова (заочно).
C 1942 года на партийной работе — заместитель секретаря комитета ВКП(б) автозавода имени В. М. Молотова. 
В 1943 г. назначен заместителем заведующего отделом танковой и машиностроительной промышленности Горьковского обкома ВКП(б), в 1944 — заместителем секретаря Горьковского городского комитета ВКП(б) по оборонной и машиностроительной промышленности.
В 1945-1952 гг. — заместитель секретаря Мурманского областного комитета ВКП(б) по промышленности, секретарь Мурманского областного комитета ВКП(б). В 1951 г. окончил Высшую партийную школу при ЦК ВКП(б) (заочно). 
В 1952-1953 гг. — 2-й секретарь Орловского областного комитета КПСС. 
В 1953-1958 гг. — председатель Исполнительного комитета Орловского областного Совета. 
С 1958 по 1975 г. в аппарате Совета министров РСФСР; с 1964 г. - заместитель управляющего делами Совета министров РСФСР. 
Избирался депутатом Верховного Совета СССР 4-го созыва. Делегат XX съезда КПСС.
После ухода на пенсию работал директором объединенной дирекции Всероссийского общества охраны памятников истории и культуры (1975-1984)

## Награды
- Медаль "За трудовую доблесть" (1942)
- Орден "Знак почета" (1944)
- Орден Трудового Красного Знамени (1944)
- Орден «Знак Почёта» (1966)
- Орден "Трудового Красного Знамени" (1971)

## Семья
- Жёны — Быстрова Екатерина Андреевна (— 1945); Филатова (Бобкова) Зоя Павловна, 1913 г.р. сотрудник Комиссий партийного контроля при ЦК ВКП(б) по Горьковской и Мурманской областям, затем - Мурманского областного совета профсоюзов (1947-1990)
- Дети: Рахимова Галина Ивановна, Рабинович Татьяна Ивановн, Филатов Сергей Иванович, Филатова Ирина Ивановна